# Громыко, Юрий Михайлович
Юрий Михайлович Громыко (бел. Юрый Міхайлавіч Грамыка; род. 7 января 1984, Минск) — белорусский гандболист, линейный. Мастер спорта Республики Беларусь международного класса (2009).

## Спортивная карьера

### Клубная
Начинал спортивную карьеру в минских клубах «Политехник» и «Аркатрон». С 2005 года — игрок Брестского гандбольного клуба имени Мешкова. В декабре 2007 года подписал двухлетний контракт со словенским «Горенье», с которым в сезоне 2008/09 выиграл первенство страны и дошёл до финала Кубка ЕГФ. Летом 2009 года вернулся в БГК в статусе свободного агента. C середины 2013 года является игроком польских клубов: сначала выступал за глогувский «Хробры», а в следующем сезоне перебрался в «Гурник» из Забже. В 2019 году переехал в чешский «Баник».

### В сборной
В 2003 году дебютировал в национальной сборной Беларуси. Выступал в финальной стадии чемпионата Европы 2008 года. Всего за сборную провёл 98 матчей и забил 277 голов.

## Достижения
- 3-кратный чемпион Беларуси: 2002/03, 2005/06, 2006/07.
- 3-кратный обладатель Кубка Беларуси: 2002/03, 2006/07, 2010/11.
- Чемпион Словении 2008/09, финалист Кубка ЕГФ 2008/09.
- Бронзовый призёр Кубка Польши 2015/16.
- Серебряный (2008)[6] и бронзовый (2006)[7] призёр чемпионатов мира среди студентов.